# 捷克高速鐵路
捷克高速鐵路為一項捷克共和國國內當前正在計畫中的高速鐵路建設案。目前捷克國內的國營鐵路公司捷克鐵路旗下已有多輛行車時速能夠到達200公里的列車機車頭，然而在Velim 鐵路測試線中認定，捷克國內的鐵路路廊與基礎設施其行車時速無法超過160公里。
捷克國內的列車機車頭製造商斯柯達公司（Škoda）會定期生產高速鐵路用的機車頭提供給捷克鐵路公司。

## 基礎建設

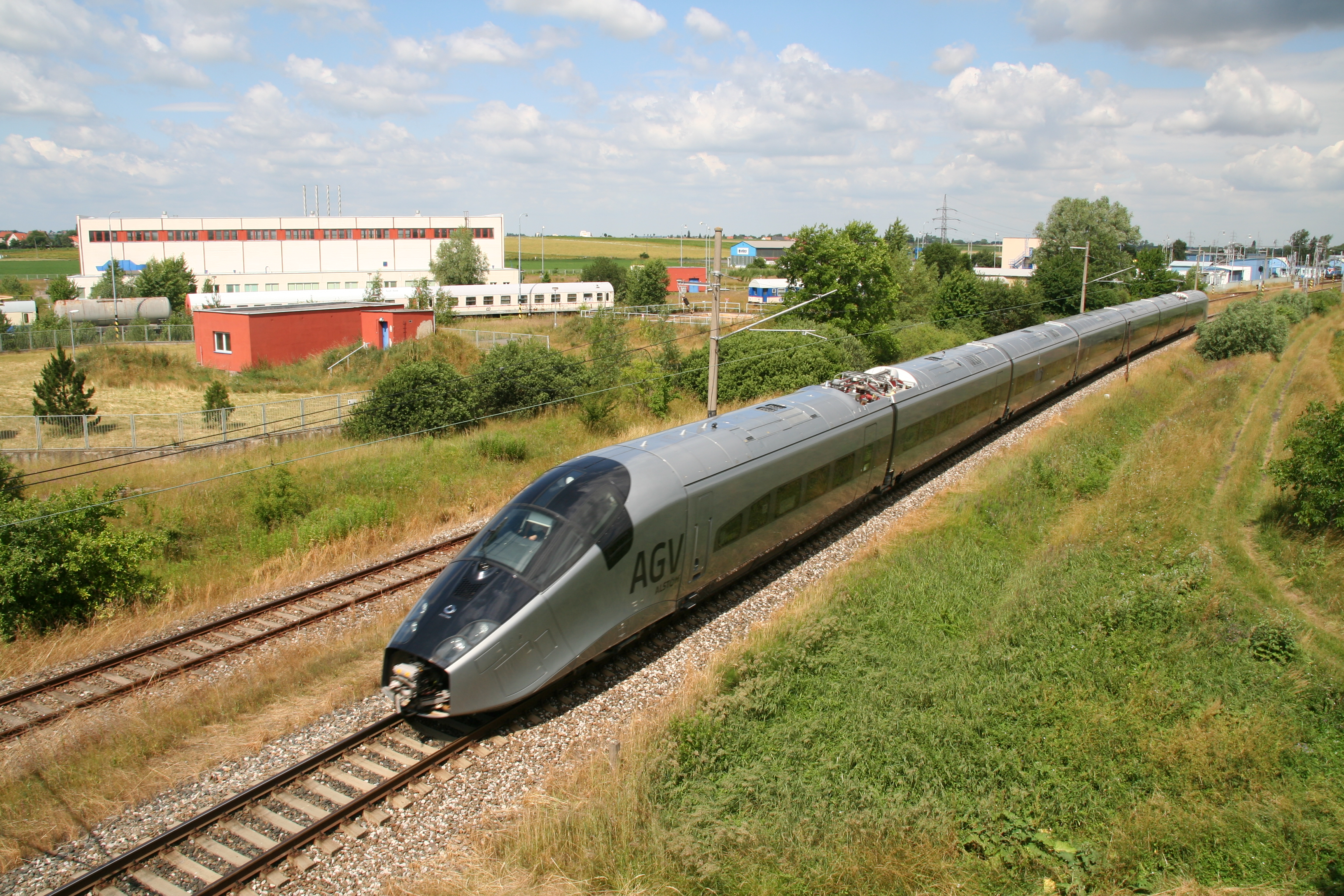
在大型Velim环形试验線上的阿爾斯通AGV列車

捷克共和國的交通運輸部目前正在規劃其國內的高速鐵路路網，預計總長將達到660公里。 其中部分認為可行的高鐵路線已完成初步的可行性評估，然而至今捷克交通運輸部尚未針對高鐵路線建設案提出具體的開發計畫。 因此在2020年之前，預估將不會有任何的高鐵建設案正式進行，不過捷克的鐵路建設管理局，針對高鐵建設部分則有籌備進行更進一步研究的特別經費。其餘非政府組織方面也有促進推動高鐵計畫的組織如效率交通中心。
鐵路建設管理局當前也計畫讓部分已裝設ETCS系統的軌道進行改善，使其自原本軌道最高能接受的時速160 km/h（99 mph）提升至時速200 km/h（124 mph），也預定讓部分已正在規劃中原訂時速為160 km/h（99 mph）的鐵路路線修改計畫將最高時速提升至200 km/h（124 mph）。
在Velim试验鐵路線中，包含了傾斜式列車最高時速230 km/h（143 mph）以及普通列車需高達時速210 km/h（130 mph）長達13.3公里的大型试验線。

## 營運在捷克國內的機車

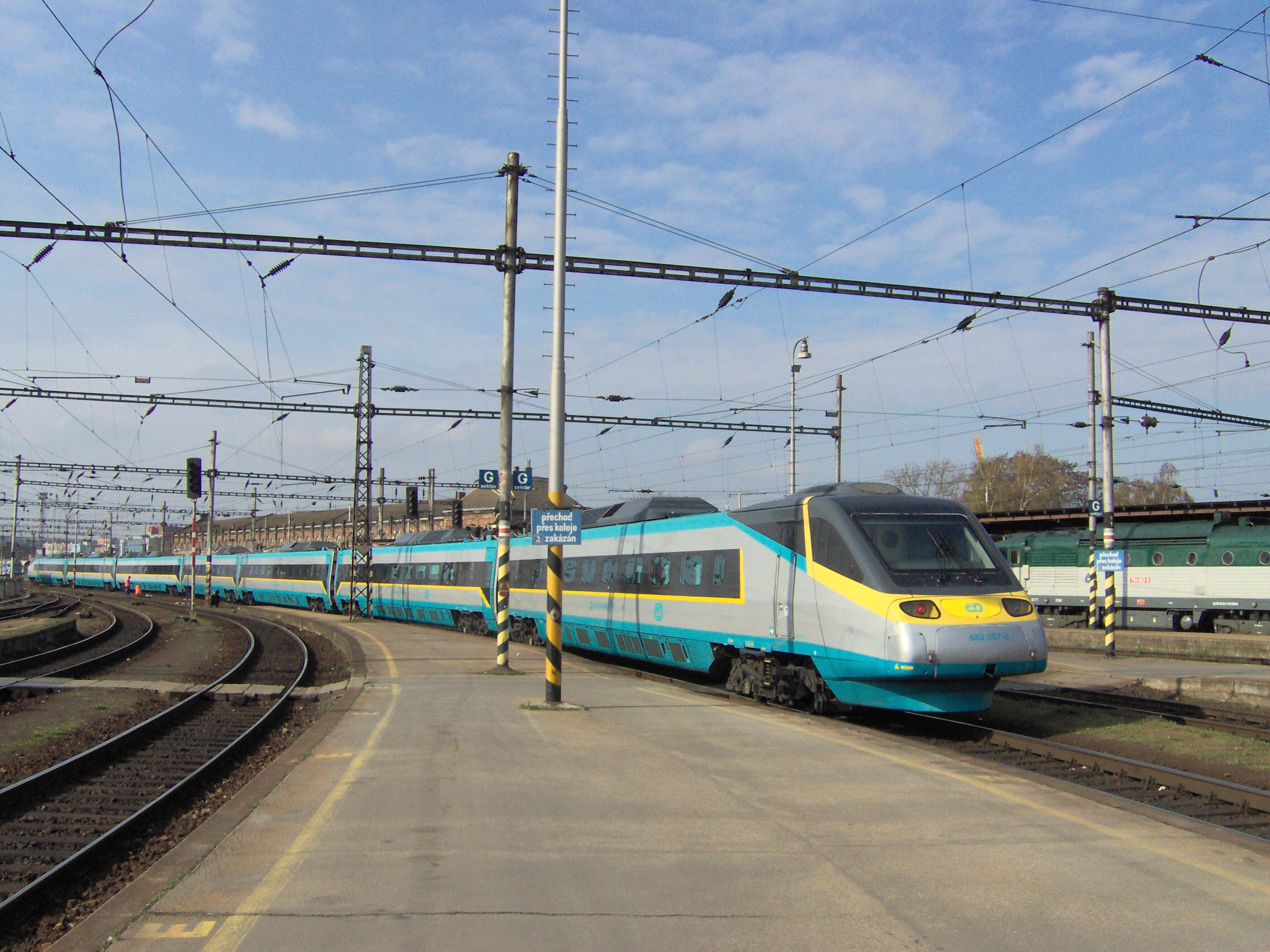
在布爾諾的

自2004年以來，捷克鐵路公司已投入7組捷克國鐵680型電力機車機車進行營運服務。這些屬於義大利潘多利諾車系的機車，規劃營運在柏林 - 布拉格 - 維也納之間的鐵路路線上，並且其行車時速為230公里。，而這型列車曾締造過捷克鐵路新速度紀錄是在2004年11月18日，在布熱茨拉夫 - 布爾諾之間的鐵道上所進行的行車測試，當時行車時速最高到達237公里。不過在現實狀態中，捷克國鐵680型電力機車從未在德國營運過，僅在奧地利與斯洛伐克進行營運載客。自從2012年以後，捷克國鐵680型電力機車只在國內的鐵路路線上營運而不駛出國外。
從2010年開始，捷克鐵路公司開始接收一批為數20組的新機車捷克國鐵380型電力機車，這批新機車的行車時速最高為200公里，並能夠拖動10輛客車（班次 10-91, 21-91, 72-91 以及 88-91）。2013年，捷克鐵路公司更下訂購買了7輛 銳捷列車 （Railjet），其行車時速最高達到230公里。

## 由捷克製造的機車

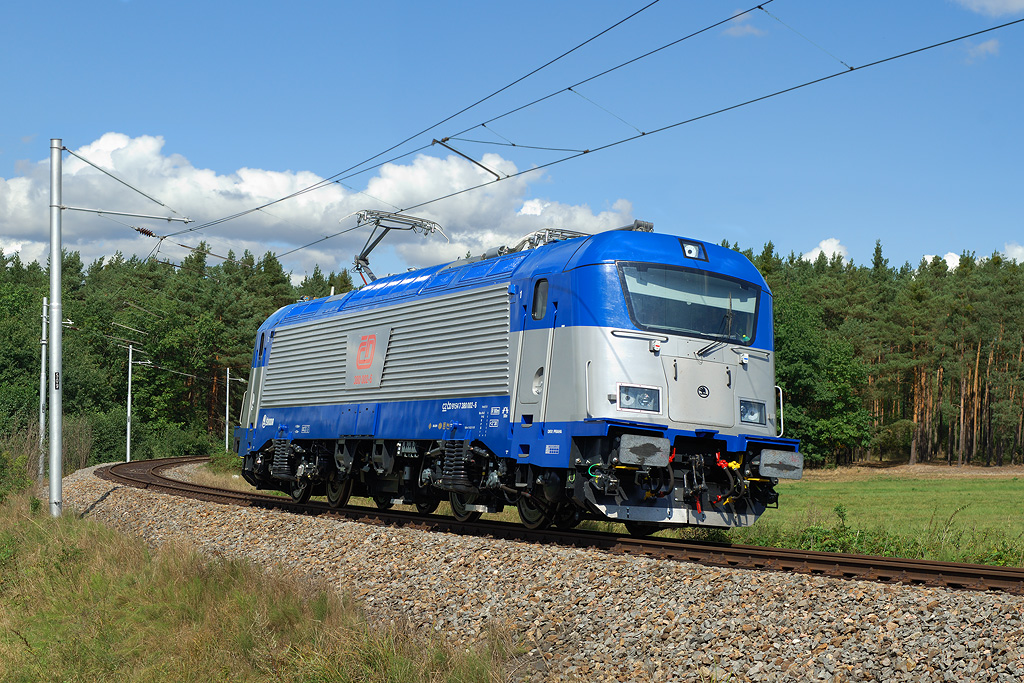
在Velim试验線上的

在1974年以及1979年中，斯柯達為蘇聯生產了12輛的斯柯達66Е型機車的車頭。斯柯達66Е型機車的最高時速為200公里。其在蘇聯被稱作為Chs200（ЧС200），主要用在行駛於莫斯科 - 聖彼得堡之間的涅夫斯基特快號列車上。在20世紀90年代，這些機車頭進行了翻新工程，並其中一輛翻新完畢的車頭在2007年地測試期間達到時速262公里的速度。
自2008以後斯柯達開始生產時速200公里的機車頭斯柯達109E型機車。而批量捷克國鐵380型電力機車的速度認證就以該200 km/h（124 mph）為基準，就像是未來的德鐵102型電力機車，不過，在斯洛伐克國內一批斯洛伐克鐵路公司（ZSSK）旗下的斯洛伐克381型電力動車組其最高時速則只到達160公里。儘管接下來一批雙車組時速為200公里的機車頭德鐵102型電力機車即將交付，但其國內列車行駛速度法定上限為189公里。

## 資料來源
1. ↑  Objednatel: Ministerstvo dopravy ČR.  (PDF). 2004-07-31. （原始内容 (PDF)存档于2008-10-10） （捷克语）.
2. ↑  Objednatel: Ministerstvo dopravy ČR.  (PDF). 2006年12月  [2015-08-08]. （原始内容 (PDF)存档于2011-07-18） （捷克语）.
3. ↑  Jan Sůra. . 2013-01-04  [2015-08-08]. （原始内容存档于2017-02-19） （捷克语）.
4. ↑  .   [2015-08-08]. （原始内容存档于2017-08-21）.
5. ↑  .   [2015-08-08]. （原始内容存档于2020-02-17）.
6. ↑  .   [2015-08-08]. （原始内容存档于2012-10-04）.
7. ↑  martin. . 2005-02-17  [2008-02-10]. （原始内容存档于2008-01-04）.
8. ↑  . （原始内容存档于2007-03-29） （俄语）.